# Região metropolitana de Roma
A Região metropolitana de Roma é a aglomeração urbana em torno da cidade de Roma, capital da Itália. A área total da área metropolitana é 5 352 km² e a população da metrópole, em 2011, era de 3.997.465 habitantes. Cerca de 65% dos habitantes da região metropolitana (2.617.175 pessoas) eram residentes da cidade de Roma no mesmo ano.